# موزيس مودي
موزيس مودي (مواليد 31 مايو 2002) هو لاعب كرة سلة أمريكي يلعب في مركز مدافع مسدد الهدف في نادي غولدن ستايت ووريورز.

## روابط خارجية
- موزيس مودي على موقع إن بي أي (الإنجليزية)
- موزيس مودي على موقع سبورتس رفرنس (الإنجليزية)
- موزيس مودي على موقع كرة السلة الأوروبية.كوم (الإنجليزية)
- موزيس مودي على موقع كلية كرة السلة في سبورتس رفرنس.كوم (الإنجليزية)
- موزيس مودي على موقع ريلجم (الإنجليزية)
- موزيس مودي على موقع بروبوليرز (الإنجليزية)
- موزيس مودي على موقع سبورتس رفرنس (الإنجليزية)